# Кокосов орех
Вижте пояснителната страница за други значения на Кокос.
Кокосовият орех е плодът на кокосовата палма (Cocos nucifera). Това е един от малкото плодове, чиито названия не произлизат от гръцки, а името му идва от португалската дума за маймуна (coco) поради приликата между петната върху обвивката на плода и маймунското лице. Представлява средно голям зелен плод, в който има голям орех с три трапчинки. Във вътрешността на ореха има бяла твърда ядлива ядка (копра), и течност (кокосова вода), която се пие само при недозрели плодове, тъй като иначе причинява разстройство. Широко разпространен в тропиците.
Плодът расте на високи до 30 m палми, даващи според вида и възрастта си от 5 до 150 плода годишно. Всеки кокосов орех тежи от 1,5 до 2,5 kg. Кокосовият орех има високо съдържание на мазнини – 36,5%, съдържа още калий, фосфор, желязо, витамини от групата В.

## Приложение
Кокосовият орех намира приложение в хранително-вкусовата индустрия. От копрата (месестата част на ядката) се добива кокосово мляко и кокосово масло, а когато се изсуши може да се настърже на кокосови стърготини.